# Dorset
Dorset – hrabstwo ceremonialne i historyczne w południowej Anglii, w regionie South West England, położone nad kanałem La Manche, obejmujące dwie jednostki administracyjne typu unitary authority – Dorset oraz Bournemouth, Christchurch and Poole. Do 2019 roku Dorset pełniło funkcję hrabstwa administracyjnego (niemetropolitalnego), ze stolicą w Dorchester.
Hrabstwo liczy 2653 km² powierzchni i zamieszkane jest przez 744 000 osób (2011).
We wschodniej części hrabstwa znajduje się główny ośrodek miejski – aglomeracja miast Bournemouth, Poole i Christchurch, podczas gdy pozostała część Dorsetu ma charakter wiejski. Turystyka odgrywa znaczącą rolę w gospodarce, szczególnie w nadmorskich miastach Bournemouth, Poole oraz Weymouth. Znaczna część wybrzeża, tzw. Jurassic Coast, wpisana została na listę światowego dziedzictwa UNESCO.
Na zachodzie Dorset graniczy z hrabstwem Devon, na północnym zachodzie z Somersetem, na północnym wschodzie z Wiltshire, a na wschodzie z Hampshire.

## Podział administracyjny
1 kwietnia 2019 roku hrabstwo Dorset przestało pełnić funkcje administracyjne. W skład hrabstwa ceremonialnego wchodzą od tego czasu dwa dystrykty typu unitary authority:
1. Dorset
2. Bournemouth, Christchurch and Poole

### Do 2019

Podział hrabstwa ceremonialnego w latach 1974-2019

Wcześniej jako hrabstwo niemetropolitalne Dorset posiadało radę hrabstwa i dzieliło się na sześć dystryktów. W granicach hrabstwa ceremonialnego znajdowały się dodatkowo dwa dystrykty typu unitary authority:
1. Weymouth and Portland
2. West Dorset
3. North Dorset
4. Purbeck
5. East Dorset
6. Christchurch
7. Bournemouth (unitary authority)
8. Poole (unitary authority)